# Oxychloë bisexualis
Oxychloë bisexualis är en tågväxtart som beskrevs av Carl Ernst Otto Kuntze. Oxychloë bisexualis ingår i släktet Oxychloë och familjen tågväxter. Inga underarter finns listade i Catalogue of Life.